# Yamal Airlines
Yamal Airlines es una aerolínea con base en Salejard, Rusia. Efectúa vuelos regionales de pasajeros y fue fundada en 1997.

## Vuelos
En mayo de 2007 Yamal Airlines opera vuelos a los siguientes:
Destinos Regulados Domésticos:
- Anapa (Aeropuerto de Anapa)
- Azovy
- Beloyarsk (Aeropuerto de Beloyarsk)
- Bosyakhovo
- Gorki
- Kazym Mys
- Khanty-Mansiysk (Aeropuerto de Khanty-Mansiysk)
- Krasnodar (Aeropuerto Internacional de Krasnodar)
- Krasnoselkup (Aeropuerto de Krasnoselkup)
- Labytnangi
- Lopkhari
- Moscú
  - Aeropuerto de Moscú-Sheremetyevo
  - Aeropuerto de Moscú-Domodedovo
- Muzhi
- Mys Kamenniy
- Nadym (Aeropuerto de Nadym) hub
- Novy Port
- Novy Urengoy (Aeropuerto de Novy Urengoy)
- Noyabrsk (Aeropuerto de Noyabrsk)
- Omsk (Aeropuerto Tsentralny)
- Ovgort
- Panayevsk
- Pitlyar
- San Petersburgo (Aeropuerto de Pulkovo)
- Salejard (Aeropuerto de Salejard) hub
- Salemal
- Sabetta
- Samara
- Seyakha
- Shurishkari
- Sochi (Aeropuerto Internacional de Sochi)
- Tarko-Sale (Aeropuerto de Tarko-Sale)
- Tolka
- Tyumen (Aeropuerto Internacional Roschino) hub
- Ufa (Aeropuerto Internacional de Ufa)
- Yar-Sale
- Yekaterinburgo (Aeropuerto Koltsovo)

Destinos regulares internacionales:
- Antalya
- Ereván (Aeropuerto Internacional Zvartnots)

## Flota

### Flota Actual
La flota de Yamal Airlines incluye los siguientes aviones con una edad promedio de 11.3 años (junio 2022):

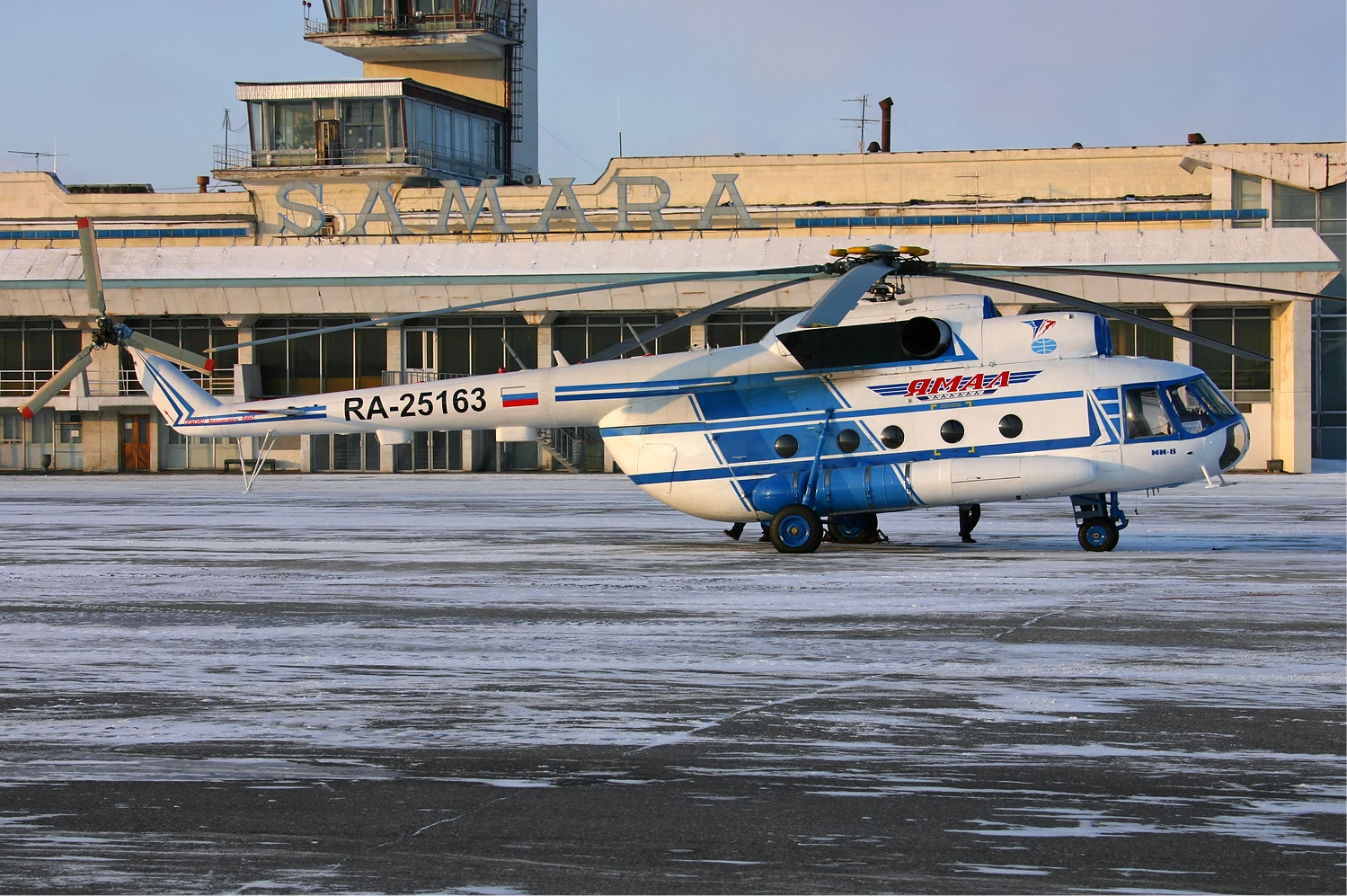
Antiguo Mi-8 de la aerolínea en Samara-Kurumoch

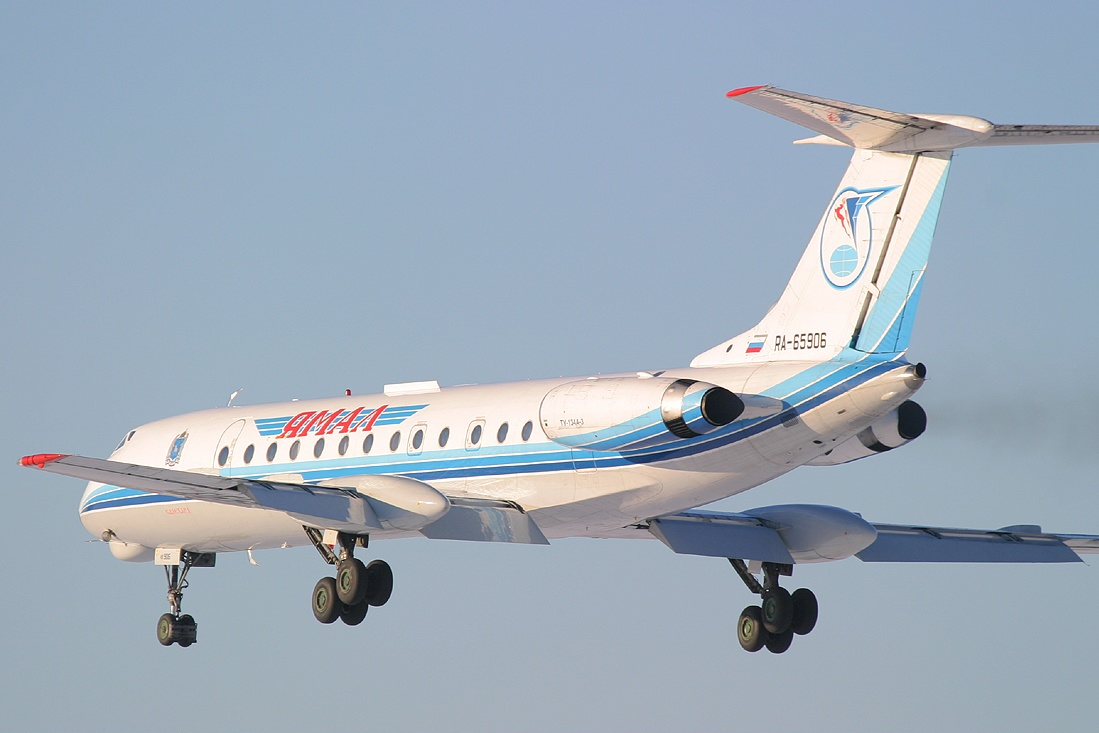
Antiguo Tu-134A en Moscú-Sheremetyevo

| Airbus A320-200     | 8  | — |                                          |                                          |                                          |                                          |
| Airbus A321-200     | 3  | — |                                          |                                          |                                          |                                          |
| Bombardier CRJ200   | 3  | — |                                          |                                          |                                          |                                          |
| Sukhoi Superjet 100 | 15 | — |                                          |                                          |                                          |                                          |
| Total               | 29 | — | 11.3 años promedio de flota (junio 2022) | 11.3 años promedio de flota (junio 2022) | 11.3 años promedio de flota (junio 2022) | 11.3 años promedio de flota (junio 2022) |